# 세자르 아우구스토 아리아스 모로스
세자르 아리아스(Casar Augusto Arias Moros, 1988년 4월 2일 ~ )는 콜롬비아의 축구 선수이다. K리그 등록명은 아리아스였다.